# القاسم بن حبيب الأزدي
القاسم بن حبيب الأزدي (توفي في 61هـ/ 680 م) من قتلى معركة كربلاء، وهو من أهل الكوفة.

## مقتله
كان القاسم قد خرج مع جيش عمر بن سعد، وعندما وصلوا إلى كربلاء إنضم إلى الحسين، وقتل في الحملة الأولى.